# Rog, mys (udde i Antarktis, lat -69,50, long 75,95)
Rog, mys är en udde i Antarktis. Den ligger i Östantarktis. Australien gör anspråk på området.
Terrängen inåt land är platt åt nordväst, men åt sydost är den kuperad. Havet är nära Rog, mys åt nordväst. Trakten är obefolkad. Det finns inga samhällen i närheten. 